# Pasulówka
Pasulówka – dawna hala pasterska na północnym grzbiecie szczytu Będoszka (także Bendoszka Wielka) w Grupie Wielkiej Raczy w Beskidzie Żywiecko-Kisuckim. Prowadzi przez nią szlak turystyczny. Ze względu na dużą wysokość i otwarty teren hala ta jest dobrym punktem widokowym. Widoki obejmują znaczną część Beskidu Żywieckiego i Beskidu Śląskiego, a także niektóre szczyty Beskidu Małego. W najwyższym punkcie hali, na szczycie Będoszki stoi metalowy krzyż o wysokości 22 m.
Pasulówka znajduje się w granicach miejscowości Rycerka Górna w województwie śląskim, w powiecie żywieckim, w gminie Rajcza. W regionalizacji fizycznogeograficznej Polski według Jerzego Kondrackiego Grupa Wielkiej Raczy zaliczana jest do Beskidu Żywieckiego, w nowszej polskiej regionalizacji z 2018 roku do Beskidu Żywiecko-Kisuckiego.

## Szlak turystyczny
Rycerka Dolna – Praszywka Duża – Studencka Baza Namiotowa Przysłop Potócki – Praszywka Mała – Pasulówka – Będoszka – przełęcz Przegibek.